# Monte Redondo (La Unión)
Monte Redondo es un pueblo peruano ubicado en el distrito de La Unión, perteneciente a la provincia y departamento de Piura, al norte del Perú. 

## Ubicación
Monte Redondo se ubica al suroeste de la provincia de Piura, en el distrito de La Unión, en el departamento de Piura.

## Demografía
En 2017 Monte Redondo tenía una población de 1482 habitantes.
| Gráfica de evolución demográfica de Monte Redondo entre 1993 y 2017 |
|                                                                     |
| Fuentes: Población 1993 y 2017                                      |